# 枚方市立第二中学校
枚方市立第二中学校（ひらかたしりつ だいにちゅうがっこう）は、大阪府枚方市香里園東之町にある公立中学校。略称「二中」。

## 沿革
北河内郡枚方町（1947年9月市制施行で枚方市）には1947年の学制改革の際、枚方町立中学校（市制施行で枚方市立中学校。現在の枚方市立第一中学校）1校が設置され、当時の市域全域を校区とした。
枚方市立中学校の生徒数の増加に伴い、枚方市で2番目の公立中学校として、枚方市立中学校の校区を分離する形で1951年に開校した。なお分離元の枚方市立中学校は、第二中学校の設置と同時に枚方市立第一中学校へと改称している。
1970年代以降、枚方市が大阪・京都のベッドタウンとして宅地化が進んだことにより、生徒数が急増した。そのため枚方市立東香里中学校（1978年）・枚方市立蹉跎中学校（1983年）の2中学校を相次いで分離している。

### 年表
- 1951年5月 - 枚方市立中学校（同日枚方市立第一中学校と改称）から分離開校
- 1961年3月 - 枚方市立第四中学校を分離
- 1978年3月 - 枚方市立東香里中学校を分離
- 1983年3月 - 枚方市立蹉跎中学校を分離
- 1989年6月 - 新プール竣工
- 1991年6月 - 多目的グラウンド、テニスコート完成
- 1999年4月 - 心の教室設置工事完了
- 2009年4月 - 第四中学校との校区の境界を変更

## 通学区域
- 枚方市立香里小学校の通学区域の全域（2009年度入学生から全域となった）。
- 枚方市立五常小学校の通学区域の一部（2008年度入学生まで）。
- 枚方市立蹉跎小学校の通学区域の一部。

## 出身者
- 真戸原直人（ロックバンド・アンダーグラフメンバー）
- 阿佐亮介（ロックバンド・アンダーグラフメンバー）
- 森公平（アイドルユニット・新選組リアン及びサーターアンダギー元メンバー）
- 縄田智子（モデル）
- 貝淵弘三（名古屋大学医学部教授）

## 交通
- 京阪本線香里園駅 東へ約2km
- 京阪バス 香里ヶ丘バス停